# Empis browni
Empis browni är en tvåvingeart som beskrevs av Charles Howard Curran 1931. Empis browni ingår i släktet Empis och familjen dansflugor.
Artens utbredningsområde är Québec. Inga underarter finns listade i Catalogue of Life.